# Schuldenbremse (Deutschland)
Als Schuldenbremse wird in Deutschland eine verfassungsrechtliche Regelung bezeichnet, die die Föderalismuskommission Anfang 2009 beschloss, um die Staatsverschuldung Deutschlands zu begrenzen und die Bund und Ländern seit 2011 verbindliche Vorgaben zur Reduzierung des Haushaltsdefizits macht.
Mit der Schuldenbremse im Grundgesetz wird die „strukturelle“, also von der Konjunktur unabhängige, staatliche Nettoneuverschuldung für die Gesamtheit der Länder und für den Bund auf jeweils maximal 0,35 Prozent – insgesamt also 0,7 Prozent – des nominellen Bruttoinlandsprodukts (BIP) beschränkt. Dabei bleiben für den Bund Ausgaben für Verteidigung, für den Zivil- und Bevölkerungsschutz sowie für die Nachrichtendienste, für den Schutz der informationstechnischen Systeme und für die Hilfe für völkerrechtswidrig angegriffene Staaten, die den Betrag von 1 Prozent im Verhältnis zum nominalen Bruttoinlandsprodukt übersteigen, unberücksichtigt. Neben der strukturellen Neuverschuldung ist für Bund und Länder zudem ein „konjunktureller Finanzierungssaldo“ zulässig, der im Aufschwung positiv und im Abschwung negativ ist (vgl. Automatischer Stabilisator). In Bund und Ländern gelten zudem Ausnahmen für Naturkatastrophen und außergewöhnliche Notsituationen.
Kritiker bemängeln, die Schuldenbremse verhindere als „Zukunftsbremse“ dringend benötigte Investitionen u. a. in den Erhalt und die Transformation der Infrastruktur in Deutschland. Befürworter halten die Schuldenbremse zur Aufrechterhaltung der Stabilität deutscher und europäischer Finanzen für notwendig. Ob die Schuldenbremse Generationengerechtigkeit fördert oder verhindert, wird von Befürwortern und Kritikern unterschiedlich bewertet.
Im März 2025 stimmten der Bundestag und der Bundesrat für eine Reform der Schuldenbremse.

## Staatsverschuldung in Deutschland
In der Vergangenheit hat Deutschland – wie viele andere Staaten auch – mehr Geld ausgegeben, als über Steuern und andere Abgaben eingenommen wurde. Die Defizite wurden durch Schulden finanziert, also durch Kreditaufnahme bei Banken und auf den Finanzmärkten. Für dieses geliehene Geld sind jährlich Zinsen zu zahlen.
Die Staatsschuldenquote in Deutschland ging seit dem Höchststand von 82,5 % im Jahr 2010 auf 59,6 % im Jahr 2019 zurück. Damit hatte Deutschland vorübergehend das Maastricht-Kriterium von höchstens 60 % erreicht. Aufgrund der Maßnahmen zur Bewältigung der Corona-Pandemie stieg die Schuldenstandsquote im Jahr 2020 auf 68,7 % des BIP, im Jahr 2021 weiter auf 69,3 %. Im Jahr 2022 stieg das nominale Bruttoinlandsprodukt wegen der relativ hohen Inflation von 7,4 %, dadurch sank die Staatsschuldenquote auf 66,1 %. Im Jahr 2023 lag die Schuldenquote bei 63,7 %. Der Rückgang um 2,4 Prozentpunkte ging erneut auf die hohe Inflation (Wachstum des nominalen BIP) zurück.
Rund 2 Prozent für EU-Schulden, für die Deutschland anteilsmäßig aufkommt, sind nicht in der Staatsverschuldung enthalten.

## Entstehungsgeschichte
In vielen Ländern wurden im Rahmen der Weltfinanzkrise 2007–2008 umfangreiche Konjunkturprogramme und Finanzmarktstabilisierungsgesetze aufgelegt – durch die Privatwirtschaft eingegangene Risiken wurden zu Verlusten, welche durch staatliche Maßnahmen aufgefangen wurden. In Deutschland sind es das Finanzmarktstabilisierungsgesetz (Umfang des FMStG: 400 Milliarden Euro), das Maßnahmenpaket „Beschäftigungssicherung durch Wachstumsstärkung“ (Umfang des Konjunkturpaketes I: 50 Milliarden Euro) und das Konjunkturprogramm „Entschlossen in der Krise, stark für den nächsten Aufschwung“ (Umfang des Konjunkturpaketes II: 14 Milliarden Euro). Weltweit betrug laut einer Studie von Deutsche Bank Research das gesamte, auf mehrere Jahre verteilte Volumen der Konjunkturprogramme etwa 2000 Milliarden US-Dollar. Nach Ansicht des Politikwissenschaftlers Brian Deese war die Wirtschafts- und Finanzpolitik in den Wirtschaftsnationen in der Zeit danach von einer Austeritätspolitik geprägt.
Angesichts dieser Schuldenlage hat sich die Bundesregierung auf Vorschlag der Föderalismuskommission II zur Einführung einer Schuldenbremse entschlossen; 2009 wurde die Schuldenbremse sowohl im Bundesrat als auch im Bundestag mit einer Zweidrittelmehrheit gebilligt. Diese Entscheidung soll dafür sorgen, dass die öffentlichen Haushalte ohne strukturelles Defizit (Länder) bzw. mit sehr geringem strukturellem Defizit (0,35 % des BIP, Bund) finanziert sind. Zur Einführung dieser Schuldenbremse war eine Verfassungsänderung nötig: Die Schuldenbremse wurde in Art. 109 Abs. 3 Grundgesetz (GG) geregelt. Inzwischen haben einige Bundesländer die Schuldenbremse in ihre Landesverfassung übernommen, als erstes Bundesland Schleswig-Holstein. Durch die staatliche Schuldenbremse soll die strukturelle, also nicht konjunkturbedingte, jährliche Nettokreditaufnahme des Bundes maximal 0,35 % des Bruttoinlandsproduktes betragen. Für die Länder wird die Nettokreditaufnahme ganz verboten. Ausnahmen sind bei Naturkatastrophen oder sogenannten außergewöhnlichen Notsituationen, die sich der Kontrolle des Staates entziehen und die staatliche Finanzlage erheblich beeinträchtigen (z. B. schwere Rezessionen) gestattet. Eine Übergangsregelung in Art. 143d Abs. 1 GG sieht die erstmalige Anwendung der Neuregelungen in Art. 109 und Art. 115 GG für das Haushaltsjahr 2011 vor. Die Einhaltung der 0,35-Prozent-Grenze ist für den Bund ab dem Jahr 2016 zwingend vorgesehen, das Verbot der Nettokreditaufnahme der Länder tritt ab dem Jahr 2020 in Kraft.
Der Bundestag hat der Regelung zugestimmt und am 29. Mai 2009 mehrere dafür notwendige Verfassungsänderungen in die Wege geleitet. Für die Verfassungsänderung votierte am 12. Juni 2009 auch der Bundesrat mit Zweidrittelmehrheit. Die Länder Berlin, Mecklenburg-Vorpommern und Schleswig-Holstein stimmten der Regelung nicht zu. Das Gesetz zur Änderung des Grundgesetzes (Art. 91c, Art. 91d, Art. 104b, Art. 109, Art. 109a, Art. 115, Art. 143d) ist am 1. August 2009 in Kraft getreten (BGBl. I S. 2248).
Nach Wahrnehmung von Nils Schniederjann vom Deutschlandfunk wurde die Schuldenbremse vor ihrer Einführung in den Medien kaum diskutiert.

## Funktionsweise
Im Gegensatz zur Schweizer Schuldenbremse, deren Name für die deutsche Variante Pate stand, ist die deutsche Schuldenbremse keine Budgetregel, die auf einer Rückführung der aufgenommenen Kredite besteht. Es soll lediglich die maximale Höhe der Nettokreditaufnahme reduziert werden (sog. Nettoneuverschuldungsverbot oder Gebot des materiellen Haushaltsausgleichs).
Die bisher (und auch weiterhin) gültigen Budgetregeln für Deutschland sind im europäischen Stabilitäts- und Wachstumspakt des Maastricht-Vertrags festgelegt. Das sogenannte Maastricht-Kriterium erlaubt ein maximales gesamtstaatliches Finanzierungsdefizit (Bund, Länder, Kommunen und Sozialversicherung) in Höhe von 3,0 Prozent des Bruttoinlandsproduktes. Dabei sind Ausnahmen für konjunkturell schwache Zeiten vorgesehen, die bereits mehrfach in Anspruch genommen wurden.
Die Schuldenbremse teilt die Verschuldung in eine strukturelle und eine konjunkturelle Komponente. Die konjunkturelle Komponente soll es bei Konjunkturabschwüngen möglich machen, die Kreditobergrenze zu erhöhen und weitere Schulden aufzunehmen, bei Aufschwüngen sind diese Schulden dann zurückzuführen. Strukturelle Schulden sind den Bundesländern seit 2020 untersagt, der Bund darf seit 2016 noch maximal 0,35 % des BIP als strukturelle Schulden aufnehmen. Ein Stabilitätsrat soll die Haushalte von Bund und Ländern überwachen und gegebenenfalls Sanierungsverfahren einleiten. Mitglieder im Stabilitätsrat sind die Finanzminister der Länder, der Bundesfinanzminister und der Bundeswirtschaftsminister. Abweichungen von diesen Vorgaben waren für den Bund noch bis 2015 zulässig, für die Länder bis Ende 2019. Finanzschwache Länder wurden bis 2019 mit 800 Millionen Euro jährlich unterstützt, um die Vorgaben der Schuldenbremse einhalten zu können. Ausnahmeklauseln erlauben es dem Bund in Sonder- und Katastrophenfällen, weitere Finanzmittel aufzunehmen.
Das zulässige konjunkturelle Defizit ist nach Vorschriften der Europäischen Kommission zu berechnen. Über den konjunkturellen Zyklus hinweg soll es null sein.
- Im Aufschwung soll der Staat konjunkturelle Finanzierungsüberschüsse erzielen, die umso größer sein sollen, je stärker die Wirtschaft im Aufschwung ist oder je größer die positive Produktionslücke ist. Das konjunkturelle Defizit kann umso größer sein, je tiefer die Wirtschaft in der Rezession beziehungsweise je größer die negative Produktionslücke ist. Dem Staat wird so ermöglicht, sich in der Rezession stärker zu verschulden (antizyklische Fiskalpolitik). Wo die Wirtschaft sich genau befindet, wird nach Maßgabe eines langfristigen Wachstumspfades ermittelt, dem sogenannten potentiellen BIP, das aus Daten der Vergangenheit geschätzt wird. Die Differenz zwischen BIP und potentiellen BIP in Prozent wird als Produktionslücke bezeichnet.
- Das konjunkturelle Defizit ist laut Formel umso kleiner, je stärker die Staatseinnahmen (darunter die Beiträge zur Sozialversicherung) auf die konjunkturellen Schwankungen reagieren – wobei diese Elastizität der Staatseinnahmen aufgrund von Daten der Vergangenheit geschätzt wird. Wenn also im Aufschwung die Staatseinnahmen automatisch steigen (gemäß vergangener Erfahrungswerte), wird dem Staat ein größerer Einnahmenüberschuss abverlangt. Wenn im Abschwung die Staatseinnahmen automatisch zurückgehen, wird dem Staat eine größere Verschuldung zugestanden.
- Das konjunkturelle Defizit ist laut Formel umso größer, je stärker die Staatsausgaben (z. B. Ausgaben für Arbeitslosigkeit) auf die konjunkturellen Schwankungen reagieren – wobei diese Elastizität der Staatsausgaben aufgrund von Daten der Vergangenheit geschätzt wird. Wenn also im Aufschwung die Staatsausgaben (für Arbeitslosigkeit) automatisch sinken (gemäß vergangener Erfahrungswerte), wird dem Staat ein höherer Einnahmenüberschuss abverlangt. Wenn im Abschwung die Staatsausgaben automatisch steigen, wird dem Staat eine größere Verschuldung zugestanden.

Den Ländern wurde die Wahl und Anwendung eines Konjunkturbereinigungsverfahrens offen gelassen. Außer Bayern nutzen alle Länder ein Verfahren zur Ermittlung der Konjunkturkomponente. Dabei zeigen sich zum Teil deutliche Unterschiede in den sich aus den jeweiligen Verfahren ergebenden konjunkturellen Verschuldungsmöglichkeiten.

### Schuldenregel für Bund und Länder
Grundsätzlich sind die Haushalte von Bund und Ländern ohne Einnahmen aus Krediten auszugleichen (Art. 109 Abs. 3 Satz 1 GG). Diese Vorgabe orientiert sich am mittelfristigen Ziel des strukturell ausgeglichenen Haushalts aus dem Europäischen Stabilitäts- und Wachstumspakt. Das Ergebnis einer Politik, die es, dem Verfassungsgebot folgend, schafft, punktgenau eine Neuverschuldung zu vermeiden, wird auch mit dem umgangssprachlichen Begriff „Schwarze Null“ bezeichnet.

### Kein absolutes Nettoneuverschuldungsverbot
Die Schuldenbremse enthält kein absolutes Nettoneuverschuldungsverbot. Vielmehr sind drei Regelverschuldungskomponenten vorgesehen:
- Strukturkomponente: Für den Bund erlaubt Art. 109 Abs. 3 Satz 4 GG Einnahmen aus Krediten bis zur Höhe von 0,35 Prozent des nominalen Bruttoinlandsprodukts (BIP) jährlich in Anspruch zu nehmen. Seit der Reform 2025 erlaubt Art. 109 Abs. 3 Satz 6 GG eine ebenso hohe strukturelle Neuverschuldung für die Gesamtheit der Länder.
- Konjunkturkomponente: Zur symmetrischen Berücksichtigung einer von der Normallage abweichenden Konjunkturentwicklung, können die Kreditobergrenzen bei Abweichungen einer von der Normallage abweichenden konjunkturellen Entwicklung antizyklisch angepasst werden (antizyklische Finanzpolitik, Art. 109 Abs. 3 Satz 2 GG). Entsprechend erhöht oder verringert sich die zulässige Nettoneuverschuldungsgrenze. Die Berechnung der Abweichung von der Normallage ist umstritten. In der Diskussion ist eine Formel, in die u. a. eine zu schätzende Produktionslücke eingeht.[14]
- Bereichsausnahme Verteidigung: Seit der Reform 2025 bleiben für den Bund Ausgaben für Verteidigung, für den Zivil- und Bevölkerungsschutz sowie für die Nachrichtendienste, für den Schutz der informationstechnischen Systeme und für die Hilfe für völkerrechtswidrig angegriffene Staaten, die den Betrag von 1 Prozent im Verhältnis zum nominalen Bruttoinlandsprodukt übersteigen, bei der Bestimmung der Einnahmen aus Krediten unberücksichtigt (Art. 109 Abs. 3 Satz 5 GG).

Als echte Ausnahme ist folgende Regelung vorgesehen:
- Notlagenverschuldung: In Fällen von Naturkatastrophen oder außergewöhnlichen Notsituationen, wozu auch die Finanzkrise ab 2007, die Corona-Krise 2020 und der russische Angriffskrieg auf die Ukraine zählen sollen,[15] darf die sich aus der Struktur- und Konjunkturkomponente ergebende Regelneuverschuldungsgrenze überschritten werden (Art. 109 Abs. 3 Satz 2 GG), wobei zugleich eine Tilgungsregelung vorzusehen ist (Art. 109 Abs. 3 Satz 3 GG).

### Konkretisierung für den Bund
Weicht die tatsächliche Kreditaufnahme von der nach Art. 115 GG zulässigen Kreditobergrenze ab, sind Abweichungen auf einem Kontrollkonto festzuhalten. Der negative Saldo des Kontrollkontos soll 1,5 Prozent des Bruttoinlandsprodukts (BIP) nicht überschreiten, bei einer Überschreitung ist der Saldo des Kontrollkontos konjunkturgerecht zurückzuführen. Für die Inanspruchnahme der Ausnahmeregelung im Falle von Naturkatastrophen und außergewöhnlichen Notsituationen ist ein Beschluss der Mehrheit der Mitglieder des Bundestages erforderlich.

### Übergangsregelung
Eine Übergangsregelung in Art. 143d Abs. 1 GG sieht die erstmalige Anwendung der Neuregelungen in Art. 109 und Art. 115 GG für das Haushaltsjahr 2011 vor, die Einhaltung der Vorgabe des ausgeglichenen Haushalts ist für den Bund ab dem Jahr 2016 zwingend vorgesehen, für die Länder ab dem Jahr 2020.

### Konsolidierungshilfen
Als Hilfe zur Einhaltung der o. g. Schuldenregeln erhielten fünf Länder für den Zeitraum 2011 bis 2019 eine finanzielle Unterstützung in Höhe von 800 Millionen Euro jährlich, insgesamt also 7,2 Milliarden Euro (Freie Hansestadt Bremen 300 Millionen Euro, Saarland 260 Millionen Euro, Berlin, Sachsen-Anhalt und Schleswig-Holstein jeweils 80 Millionen Euro jährlich). Die Finanzierung dieser Hilfen tragen Bund und Länder hälftig. Voraussetzung für die Gewährung der Hilfen ist die Einhaltung eines Konsolidierungspfades, der die betreffenden Länder in die Lage versetzt, ihre Haushalte bis spätestens 2020 auszugleichen und anschließend die neue Schuldenregelung einzuhalten (Art. 143d Abs. 2 und 3 GG). Das Nähere hierzu ist im Konsolidierungshilfengesetz geregelt und durch Verwaltungsvereinbarungen zwischen dem Bund und den einzelnen Empfängerländern konkret vereinbart worden.

### Vermeidung von Haushaltsnotlagen
Zusätzlich zur neuen Schuldenregel wird zur Vermeidung von Haushaltsnotlagen ein Frühwarnsystem eingerichtet (Art. 109a GG). Der 2010 gegründete Stabilitätsrat überwacht die Haushaltsführung von Bund und Ländern, insbesondere auch die Konsolidierungsfortschritte der oben genannten fünf Empfängerländer. Dazu wird jährlich die Finanzlage von Bund und Ländern dargestellt und geprüft. Im Falle von Haushaltsnotlagen soll der Stabilitätsrat Sanierungsprogramme vereinbaren. Die Beschlüsse des Stabilitätsrates und die ihnen zugrundeliegenden Beratungsunterlagen werden veröffentlicht.

## Gerichtsentscheidungen zur Schuldenbremse
In seinem Urteil zur Schuldenbremse vom 15. November 2023 hat der Zweite Senat des Bundesverfassungsgerichts ihrer Umgehung durch Fonds, Sondervermögen und Umschichtungen Grenzen gesetzt und das Zweite Nachtragshaushaltsgesetz 2021 zum Bundeshaushaltsplan (Art. 1 und 2) für mit dem Grundgesetz unvereinbar und nichtig erklärt. Politisch führte die Nichtigkeitsfolge dazu, dass die Kreditermächtigungen verfallen sind und die Mittel des „Klima- und Transformationsfonds“ (KTF) sich vorerst um 60 Milliarden Euro reduzierten (Stand November 2023).

## Reform 2025
CDU/CSU, SPD und Bündnis 90/Die Grünen einigten sich im März 2025 auf eine Reform der im Grundgesetz verankerten Schuldenbremse. Konkret werden Ausgaben des Bundes in den folgenden Bereichen nur noch bis 1 Prozent des BIP für die Schuldenquote berücksichtigt; alle darüber hinausgehenden Kreditaufnahmen sind fortan von der Schuldenbremse ausgenommen:
- Verteidigungsausgaben
- Zivil- und Bevölkerungsschutz
- Nachrichtendienste
- Schutz informationstechnischer Systeme
- Hilfe für völkerrechtswidrig angegriffene Staaten.

Durch den letzten Punkt werden auch Auslandshilfen für die Ukraine ausgenommen. Zudem dürfen auch die Bundesländer zusammen Kredite in Höhe von 0,35 Prozent des BIP aufnehmen.
Daneben wird ein schuldenfinanziertes Sondervermögen in Höhe von 500 Milliarden Euro eingerichtet, um zusätzliche Investitionen in Infrastruktur und Klimaschutz zu ermöglichen.
Für die Reform war eine Änderung des Grundgesetzes erforderlich, für die Zweidrittelmehrheiten in Bundestag und Bundesrat erforderlich waren. Um diese zu erreichen, wurde nach der erfolgten Bundestagswahl eine Sondersitzung des 20. Deutschen Bundestages einberufen. Der eingebrachte Gesetzesentwurf von SPD und CDU/CSU erreichte am 18. März 2025 gemeinsam mit den Stimmen der Grünen die nötige Zweidrittelmehrheit, eine Woche vor der konstituierenden Sitzung des 21. Deutschen Bundestages. FDP, Linke, BSW und AfD stimmten dagegen. Zuvor waren mehrere Eileinträge beim Bundesverfassungsgericht gegen die Sondersitzung abgelehnt worden. Der Bundesrat stimmte der Grundgesetzänderung am 21. März zu.
Kritisiert wurde unter anderem, dass der Katalog an ausgenommenen Ausgaben zu breit gewählt und ungenau definiert sei, sowie dass schon der aktuelle Verteidigungshaushalt zuletzt 1,5 % des BIP betragen habe; es also zumindest teilweise nicht um zusätzliche Ausgaben gehe, sondern lediglich bereits bestehende Haushaltsmittel von der Schuldenbremse befreit würden.

## Schuldenbremse und Föderalismus

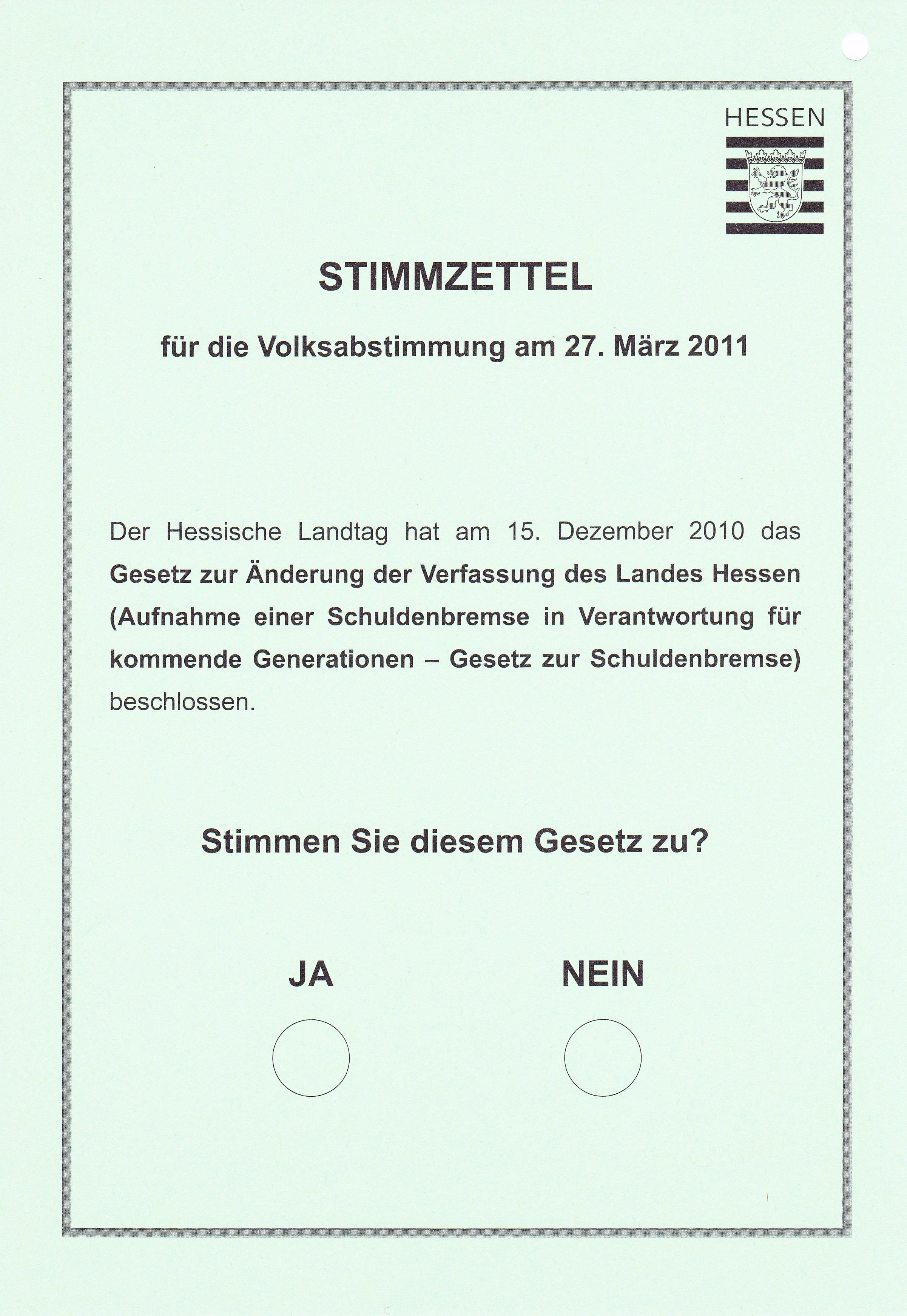
Stimmzettel zur Volksabstimmung in Hessen

Einige Verfassungsrechtler haben Bedenken bezüglich der Verfassungskonformität einer gesamtstaatlichen Schuldenbremse angemeldet. Nach deren Interpretation höhlt ein strukturelles Neuverschuldungsverbot die in Art. 109 GG festgelegte Haushaltsautonomie der Länder sowie das Bundesstaatsprinzip aus.
Gegen dieses Argument sprechen die Zustimmung des Bundesrates sowie die Bestrebungen nach Verfassungsänderungen in einzelnen Bundesländern. So wurde im März 2011 eine Aufnahme der Schuldenbremse in die Verfassung des Landes Hessen per Volksabstimmung beschlossen. Die Abstimmung fand zusammen mit der Kommunalwahl statt. Bereits am 19. Mai 2010 hatte der Landtag in Schleswig-Holstein eine Schuldenbremse in die Verfassung des Landes Schleswig-Holstein aufgenommen. Der Landtag in Rheinland-Pfalz fügte am 31. Dezember 2010 einen neuen Art. 117 mit einer Schuldenbremse in die Landesverfassung ein. Auch Mecklenburg-Vorpommern, Hamburg und Bremen haben die Schuldenbremse in ihre Verfassungen eingefügt.
| Land                   | Schuldenbremse     | Inkrafttreten | Verfassungsbestimmungen  |
| ---------------------- | ------------------ | ------------- | ------------------------ |
| Baden-Württemberg      | Ja                 | 26.05.2020    | Art. 84                  |
| Bayern                 | Ja seit 15.09.2013 | 01.01.2020    | Art. 82                  |
| Berlin                 | Nein               |               |                          |
| Brandenburg            | Ja                 | 01.01.2020    | Art 103                  |
| Bremen                 | Ja seit 29.01.2015 | 01.01.2020    | Art. 131a-c und Art. 146 |
| Hamburg                | Ja seit 19.06.2012 | 01.01.2019    | Art. 72 und 72a          |
| Hessen                 | Ja seit 10.05.2011 | 01.01.2020    | Art. 141 und 161         |
| Mecklenburg-Vorpommern | Ja seit 28.06.2011 | 01.01.2019    | Art. 65 (2) und 79a      |
| Niedersachsen          | Ja                 | 01.01.2020    | Art. 71                  |
| Nordrhein-Westfalen    | Nein               |               |                          |
| Rheinland-Pfalz        | Ja seit 31.12.2010 | 01.01.2020    | Art. 116 (3–5) und 117   |
| Saarland               | Nein               |               |                          |
| Sachsen                | Ja seit 11.07.2013 | 01.01.2014    | Art. 95                  |
| Sachsen-Anhalt         | Ja                 | 20.03.2020    | Art. 99                  |
| Schleswig-Holstein     | Ja seit 22.07.2010 | 01.01.2020    | Art. 61 und 67           |
| Thüringen              | Nein               |               |                          |

Durch die Reform der Schuldenbremse 2025, welche auch eine Verschuldung der Länder bis 0,35 Prozent des BIP erlaubt, wurden bestehende Landesregelungen, die hinter der neuen strukturellen Verschuldungsgrenze zurückbleiben, außer Kraft gesetzt.

## Überwachung der Schuldenbremse durch Rechnungshöfe
Der Landesrechnungshof der Freien und Hansestadt Hamburg hat erstmals am 3. September 2014 eine Beratende Äußerung „Monitoring Schuldenbremse 2014“ veröffentlicht. Darin wird in den Kriterien Nettokreditaufnahme, Umgehungsmöglichkeiten, Nachhaltigkeit, Strukturelles Defizit, Risiken und Chancen sowie Strategie des Senats die Haushaltspolitik des Senats der Stadt Hamburg im Hinblick auf die Schuldenbremse bewertet und mit Ampelsymbolen versehen. Dieser Bericht soll jährlich fortgeschrieben werden.

## Kommunalschuldenbremse
Neben der zuvor beschriebenen Schuldenbremse für Bund und Länder (Staatsschuldenbremse) existieren im kommunalen Haushaltsrecht der Länder auch Bestimmungen zur Begrenzung der Kommunalschulden (Kommunalschuldenbremsen). Es kann hierbei differenziert werden zwischen Regelungen zur Begrenzung der Aufnahme von Krediten/Investitionskrediten (Investitionskredit-Schuldenbremsen) und Regelungen zur Begrenzung der Kassenkreditaufnahme (Kassenkredit-Schuldenbremsen). Ferner haben einige Kommunen freiwillig Schuldenbegrenzungsregelungen in ihre Hauptsatzung aufgenommen (z. B. Jena, Mannheim und seit 2008 Dresden) oder hierzu eine eigenständige Satzung verabschiedet (z. B. Hockenheim). In der Wissenschaft sowie auch in einigen Ländern wird darüber hinaus über die Etablierung einer sog. „doppischen Kommunalschuldenbremse“ diskutiert, deren Funktionsweise auf der Kopplung eines sog. „Generationenbeitrags“ an den doppischen Haushaltsausgleich basiert. Per Satzung bereits freiwillig eingeführt haben ein solches Schuldenbremsen-Modell mit Generationenbeitrag z. B. die Kommunen Taunusstein, Freudenberg und Stadtkyll.
Es wird in Deutschland öffentlich diskutiert, hochverschuldete Kommunen zu entschulden, da deren Schulden ihre Handlungsfähigkeit und Investitionen stark beschränken. Dabei forderte etwa die SPD, eine Entschuldung mit strengeren Schuldenregeln zu kombinieren.

## Diskurs

### Bewertung durch Parteien, Gewerkschaften und Arbeitgeberverbände
Sowohl auf Bundesebene als auch auf Landesebene ist die Schuldenbremse als Mittel zur Schuldenreduzierung umstritten. CDU/CSU, SPD, FDP und Bündnis 90/Die Grünen waren in der Vergangenheit für die Schuldenbremse und sahen in ihr ein wichtiges Instrument, das Staatsdefizit abzubauen. Innerhalb der SPD und der Grünen gibt es allerdings starke Gruppen von Gegnern der Schuldenbremse. Kritik gibt es bei der SPD vor allem an der Festlegung des Abbaupfades, der sich nicht an der realen Neuverschuldung, sondern an der für den Sommer 2009 angenommenen höheren Neuverschuldung orientiere und damit die Verschuldungsgrenze des Bundes erhöhe. Die SPD brachte daher im Juni 2011 einen Gesetzesentwurf in den Bundestag ein, das tatsächliche strukturelle Defizit von 2010 als Ausgangsbasis für den Abbaupfad zu verwenden. Diese Änderung an Art. 115 GG wurde vom Bundestag allerdings abgelehnt. Die Linke lehnt die Schuldenbremse ab. Die AfD befürwortet die Schuldenbremse.
Die Jugendorganisationen von SPD (Jusos) und Grüne (Grüne Jugend) forderten 2023 die Abschaffung der Schuldenbremse, da durch sie Investitionen verschleppt würden. Alternative Forderungen nach Kürzungen bei Sozialausgaben seien ein „Klassenkampf von oben“. Svenja Appuhn, Katharina Stolla und Philipp Türmer bezeichneten den „Kampf gegen die Schuldenbremse“ als den „wichtigste[n] politische[n] Kampf unserer Generation“. Junge Liberale und Junge Union halten dagegen an der Schuldenbremse fest, da „Schulden- und Zinsberge“ nachfolgenden Generationen die Entscheidungsspielräume wegnähmen. Johannes Winkel sieht anders als die Juso- und Grüne-Jugend-Vertreter keine Notwendigkeit für massive Neuverschuldung und Subventionen, wenn eine vernünftige Arbeitsmarkt- und Energiepolitik verfolgt werde, die wirtschaftliche Probleme löst, statt sie zu schaffen.
Die Gewerkschaften stellen sich gegen die Schuldenbremse. Ihre Befürchtung: Durch die Schuldenbremse werde es zu einem Abbau von Investitionen in Bildung und Wirtschaft kommen. Der Deutsche Gewerkschaftsbund bezeichnete die Schuldenbremse als „ökonomisch unsinnig und sozial ungerecht“.
Der Präsident der Bundesvereinigung der Deutschen Arbeitgeberverbände Rainer Dulger hält die Schuldenbremse weiterhin für nötig. Die Zinswende von 2022/2023 „macht klar: Schulden gibt es nicht zum Nulltarif“. Die Zinsfalle werde erbarmungslos zuschlagen. Angesichts der Steuerschätzung für 2025, die von Steuereinnahmen von mehr als einer Billion Euro ausgeht, kommentierte Dulger: „Diese Summe macht klar: Wir haben kein Einnahmeproblem, sondern ein Ausgabenproblem.“
Im Sommer 2024 hatten Ministerpräsidenten der CDU mit der Führung der Bundestagsfraktion um Merz verhandelt. Die Länder wollen sich zukünftig mittels einer modifizierten Schuldenbremse wie der Bund auch um 0,15 Prozent des Bruttoinlandproduktes und in Krisenzeiten sogar mit mehr verschulden können. Friedrich Merz äußerte sich nach dem Scheitern der Ampelregierung im November 2024 zur Schuldenbremse: "Selbstverständlich kann man das reformieren. Die Frage ist: wozu, mit welchem Zweck? Was ist das Ergebnis einer solchen Reform? Ist das Ergebnis, dass wir noch mehr Geld ausgeben für Konsum und Sozialpolitik? Dann ist die Antwort nein. Ist das Ergebnis: Es ist wichtig für Investitionen, es ist wichtig für Fortschritt, es ist wichtig für die Lebensgrundlage unserer Kinder? Dann kann die Antwort eine andere sein." Den Vorschlag der SPD, eine Reform der Schuldenbremse noch vor der Bundestagswahl zu beschließen, weil nicht klar sei, ob nach der Bundestagswahl überhaupt noch eine Zweidrittel-Mehrheit organisierbar sei, lehnte die CDU ab. CDU-Generalsekretär Carsten Linnemann erklärte, dass die CDU zur Schuldenbremse stehe, ohne Wenn und Aber.

### Bewertung durch Institute und Ökonomen
In einem Appell, der 2009 von Peter Bofinger und Gustav Horn initiiert wurde, sprachen sich über 100 Ökonomen gegen die Einführung der Schuldenbremse aus. Der Sachverständigenrat zur Begutachtung der gesamtwirtschaftlichen Entwicklung (SVR) beurteilte die Schuldenbremse im Jahresgutachten 2019 hingegen mehrheitlich positiv, wobei zwei der fünf Sachverständigen (Isabel Schnabel und Achim Truger) jedoch eine abweichende Meinung vertraten und die Schuldenbremse als problematisch ansahen.
Beim ifo-Ökonomenpanel von 2019, welches regelmäßig Wirtschaftsprofessoren zu aktuellen Themen befragt, äußerten 57 % der 120 befragten Volkswirte Zustimmung zur Beibehaltung der Schuldenbremse, während sich 28 % eine Änderung der Regel wünschten und 15 % unentschlossen waren. In einer 2020 durchgeführten Umfrage durch den BDVB hielten 72 % der etwa 300 befragten Volks- und Betriebswirte die Schuldenbremse für ein gutes Instrument. Nach dem Urteil des Bundesverfassungsgerichts zum Klima- und Transformationsfonds 2023 sprachen sich in einer Umfrage des ifo-Instituts und der FAZ 48 Prozent der befragten 187 VWL-Professorinnen und Professoren für den Erhalt der Schuldenbremse in ihrer jetzigen Form aus, 44 Prozent wollen sie erhalten, aber reformieren, während sechs Prozent sie gänzlich abschaffen wollen. 2 % waren unentschieden. Von denjenigen, die sich für eine Änderung oder Anschaffung der Schuldenbremse aussprachen wurden folgende Änderungen gewünscht: 44 % sprachen sich für Ausnahmen für Netto-Investitionen und 18 % für Ausnahmen für Brutto-Investitionen aus. 36 % wollen die Konjunkturkomponente großzügiger ausgestalten. In einer Krise wäre dann eine höhere Verschuldung zulässig, die aber im Aufschwung ausgeglichen werden muss. 30 % befürworten eine Ausnahme für bestimmte Ausgabenkategorien wie Klima und Verteidigung. Etwa 18 % unterstützen eine Erhöhung der strukturellen Nettokreditaufnahme in normalen Zeiten auf mehr als 0,35 % der Wirtschaftsleistung.
Marcus Wortmann, einer der Autoren einer Studie der Bertelsmann Stiftung zum Investitionsbedarf in Deutschland, plädierte "für eine maßvolle Ausweitung des investiven Kreditspielraums durch eine Schuldenbremsenreform oder spezifische Sondervermögen".
Zu den ökonomischen Auswirkungen der Schuldenbremse gibt es die nachfolgenden Diskussionsstränge.

#### Auswirkung auf die Konjunkturbereinigung
Kritik an der konjunkturellen Verträglichkeit von Schuldenbegrenzungsregeln äußerten etwa die Ökonomen Sebastian Dullien, Peter Bofinger und Heiner Flassbeck. Die Schuldenbremse schränke die Handlungsspielräume für eine Antizyklische Fiskalpolitik stark ein. Die Schuldenbremse gehe zudem von einer „lehrbuchhaften Symmetrie“ bei den Konjunkturzyklen aus, bei der in Rezessionszeiten gemachte Defizite in der anschließenden Boomphase wieder vollständig getilgt werden, was aber in der Realität selten gegeben sei. Dies dennoch durchzusetzen gefährde unter Umständen Wirtschaftswachstum und Arbeitsplätze. Der US-amerikanische Wirtschaftsnobelpreisträger Joseph Stiglitz bewertete die Schuldenbremse 2021 als nicht mehr zeitgemäß und riet zur Abschaffung, sie sei ein „Überbleibsel einer ganz speziellen Sicht auf die Welt aus einer Zeit mit hoher Inflation vor gut 40 Jahren“ und bremse heute das Wachstum.
Der SVR beschäftigte sich 2019/20 mit der Frage, ob zusätzlich zu der Geldpolitik der Europäischen Zentralbank noch eine expansive Fiskalpolitik erforderlich werden könne. Der Sachverständigenrat kam zu dem Ergebnis, dass dies selbst bei niedrigen Zinsen nahe oder am Nullzins nicht erforderlich sei. Sie führen aus, dass aufgrund des Verzichts auf nationale Geldpolitik die Geldpolitik der Europäischen Zentralbank Priorität habe. Die Geldpolitik der EZB sei (im Zeitraum der Stellungnahme 2019/20) bereits sehr expansiv. Eine zusätzliche sehr expansive Fiskalpolitik sei nicht erforderlich. Wenn es erforderlich werden sollte, habe die Geldpolitik noch weitergehende Möglichkeiten zur Expansion zur Verfügung, die auch bei Nullzinsen wirksam seien (u. a. Quantitative Lockerung). Weiterhin sei die Schuldenbremse auf die Berücksichtigung konjunktureller Schwankungen ausgerichtet und könne so fehlgeleitetes prozyklisches Verhalten der Fiskalpolitik verhindern.

#### Generationengerechtigkeit
Ökonomen um Lars Feld, sowie Paul Kirchhof, sind der Ansicht, dass es gut sei, dass die Schuldenbremse der Defizitneigung der Politik entgegenwirke. Dies insbesondere auch in Hinblick auf den demografischen Wandel, der zu einer sinkenden Zahl an Steuerzahlern bei steigendem Bedarf an Sozialausgaben führen werde.
Nach Ansicht von Achim Truger konterkariert die Schuldenbremse das seiner Meinung nach weithin akzeptierte ökonomische Prinzip der Goldenen Regel der Finanzpolitik, das die Generationengerechtigkeit öffentlicher Investitionen sicherstellen soll. Nach der „Goldenen Regel“ darf eine Erhöhung der öffentlichen Neuverschuldung in dem Maße erfolgen, wie mit ihr gleichzeitig ein mindestens ebenso großer Anstieg des öffentlichen Sachvermögens einhergeht. In dem Maße, wie produktive öffentliche Investitionen für sich genommen das zukünftige Produktionspotential je Einwohner erhöhen, erhöhe sich die Schuldentragfähigkeit. Dies komme auch zukünftigen Generationen zugute, so dass diese daher später auch an der Finanzierung beteiligt werden dürften.
Der Wirtschaftswissenschaftler Tom Krebs vertritt die Meinung, die Gesellschaft würde „sich erst recht an den Nachkommen versündigen“, wenn sie „eine kaputte Wirtschaft und ein zerstörtes Klima“ hinterlasse, da sie zu wenig investiert habe.

#### Auswirkung auf öffentliche Investitionen und Wirtschaftswachstum
2009 sprachen sich Peter Bofinger und Gustav Horn gegen die Schuldenbremse aus, weil sie ihrer Ansicht nach „das zentrale Ziel der Zukunftsvorsorge einer Volkswirtschaft auf die Stabilisierung des Schuldenstandes der öffentlichen Hand“ reduziere.
Nach Ansicht der Mehrheitsmeinung des SVR aus 2019 ist eine Einschränkung der öffentlichen Investitionstätigkeit durch die Schuldenbremse nicht festzustellen. Die bestehenden Investitionsbedarfe seien im Rahmen der Schuldenbremse durch geeignete Prioritätensetzung finanzierbar. Anstatt der Ausweitung öffentlicher Ausgaben seien private Investitionstätigkeit zu fördern. In Bezug auf die Bekämpfung des Klimawandels ist nach Ansicht des Sachverständigenrats die Steuerung privater Investitionen durch einen glaubwürdigen CO2-Preis die ökonomisch effizienteste Maßnahme. Staatlicherseits seien nur begleitende Maßnahmen erforderlich und sinnvoll. Das Minderheitenvotum des SVR widerspricht jedoch dieser Darstellung und konstatierte hohe Unsicherheiten bezüglich des zukünftig nötigen Investitionsbedarfs und zweifelt außerdem daran, ob diese Investitionsbedarfe allein durch eine Prioritätensetzung realisiert werden könnten. Stattdessen sollten Investitionen von der Schuldenbremse ausgenommen werden, etwa durch ein selbstständiges Sondervermögen.
Die Deutsche Bundesbank und der Bundesrechnungshof führten in einer Debatte im Deutschen Bundestag 2020 an, dass sich wegen der Schuldenbremse nicht die Investitionsquote verringert habe. Dieter Hugo analysierte im Namen des Bundesrechnungshofs die durchschnittliche Investitionsquote im Bundeshaushalt zwischen 2011 und 2020, welche gegenüber der Dekade vor Einführung der Schuldenbremse sogar um fast ein Viertel gestiegen sei. Auch nach Ansicht von Stephan Kohns von der Deutschen Bundesbank könne die Schuldenbremse nicht für zu geringe Investitionen verantwortlich gemacht werden. Im relevanten Zeitraum hätten vielmehr Finanzmittel zur Verfügung gestanden, die nicht vollständig abgerufen wurden.
| Jahr                    | 1992 | 1993 | 1994 | 1995 | 1996 | 1997 | 1998 | 1999 | 2000 | 2001 | 2002 | 2003 | 2004 | 2005 | 2006 | 2007 | 2008 | 2009 | 2010 | 2011 | 2012 | 2013 | 2014 | 2015 | 2016 | 2017 | 2018 | 2019 | 2020 | 2021 | 2022 | 2023 |
| ----------------------- | ---- | ---- | ---- | ---- | ---- | ---- | ---- | ---- | ---- | ---- | ---- | ---- | ---- | ---- | ---- | ---- | ---- | ---- | ---- | ---- | ---- | ---- | ---- | ---- | ---- | ---- | ---- | ---- | ---- | ---- | ---- | ---- |
| Gesamt                  | 24,9 | 25,2 | 24,1 | 24,1 | 23,5 | 23   | 22,7 | 22,8 | 23   | 23,1 | 21,8 | 20,1 | 19,5 | 19,1 | 19,1 | 19,8 | 20,1 | 20,3 | 19,3 | 19,5 | 20,4 | 20,3 | 19,9 | 20   | 20   | 20,3 | 20,4 | 21,1 | 21,3 | 21,5 | 21,3 | 22,1 |
| Sektor Staat            | 3,1  | 3,3  | 3,1  | 2,9  | 2,6  | 2,5  | 2,3  | 2,3  | 2,4  | 2,3  | 2,3  | 2,2  | 2,1  | 1,9  | 1,9  | 2    | 2    | 2,1  | 2,4  | 2,4  | 2,3  | 2,2  | 2,2  | 2,1  | 2,1  | 2,2  | 2,2  | 2,4  | 2,4  | 2,7  | 2,6  | 2,6  |
| Nichtstaatlicher Sektor | 21,8 | 22   | 21   | 21,2 | 20,9 | 20,5 | 20,3 | 20,5 | 20,7 | 20,8 | 19,5 | 17.9 | 17,4 | 17,2 | 17,1 | 17,8 | 18,1 | 18,2 | 16,9 | 17,2 | 18   | 18,1 | 17,7 | 17,9 | 17,9 | 18,1 | 18,2 | 18,7 | 18,9 | 18,9 | 18,7 | 19,5 |

Die Wirtschaftsforscher Michael Hüther und Jens Südekum zogen hingegen Ende 2020 eine negative Bilanz: Deutschland leide durch die strengen fiskalischen Regeln an zu geringen Investitionen etwa bei der öffentlichen Infrastruktur oder bei der Transformation im Zuge der Digitalisierung und des Klimawandels. Sie verweisen darauf, dass Deutschland von 2005 bis 2015 sogar eine leichte Reduktion des Nettokapitalstocks erlebte und damit im internationalen Vergleich ganz unten rangiert. Zum Vergleich: In den Vereinigten Staaten wuchs der Nettokapitalstock im gleichen Zeitraum um etwa 20 %. Die Folge sei nicht nur eine Minderung der Lebensqualität, sondern auch Schäden für die Wirtschaft durch einen schlechten Zustand der Straßen- und Kommunikationsinfrastruktur.
Joseph Stiglitz sagte 2021, dass angesichts der Herausforderungen, vor denen Deutschland beim Klimawandel und bei der Digitalisierung stehe und angesichts des damit verbundenen Strukturwandels die Investitionen in „Wachstumsbereiche“ deutlich verstärkt werden müssten.
Joachim Scheide sah die Schuldenbremse 2022 nicht als Aufforderung zu einer falsch verstandenen Austerität, sondern als Ergebnis einer von ihm festgestellten „Binsenweisheit“, dass alle Staatsausgaben letztlich über Steuern finanziert werden müssten. Zudem sei es eine Illusion zu glauben, dass eine Ausweitung der Staatsausgaben zu mehr Wachstum führt. Seiner Recherche nach gibt es in den vergangenen Jahrzehnten kein Beispiel dafür, dass eine Wirtschaft deshalb kräftig gewachsen sei, weil der Staat seine Ausgaben besonders stark erhöht habe.
Die Ökonomin Isabella Weber ist der Ansicht, dass der Inflation Reduction Act für die USA eine Abkehr von neoliberalen Reagonomics und hin zu einer strategischen Investitionsagenda sei. Die deutsche Schuldenbremse stelle demgegenüber eine „Selbstverletzung“ dar, welche die Deutschlands Infrastruktur ruiniere. Es brauche Investitionen in das, „was gesellschaftlich gewollt ist“. Die Menschen hätten „das Gefühl, dass Klimapolitik nur bedeutet: Alles wird teurer, gewohnte Lebensweisen werden wegreguliert.“ Klimapolitik könne durch gezielte Investitionen jedoch ein Teil „einer neuen Wohlstandspolitik sein, […] die von materiellen Bedürfnissen der Bürgerinnen und Bürger ausgeht“. Konkret nannte sie einen Brückenstrompreis, der dazu beitragen könne energieintensiven Unternehmen und die verarbeitende Industrie zu erhalten. Denn wie bei jedem Ökosystem könne der Ausfall einer Spezies das ganze System ins Wanken oder gar kollabieren bringen. Weiterhin nannte sie ambitionierte Investitionen in Erneuerbare und in den Netzausbau in Europa.
Der Wirtschaftshistoriker Adam Tooze kritisierte die deutsche Schuldenbremse 2021 und erneut 2023. Sie sei eine Selbstbeschränkung der Politik auf „im Kern konservative Regeln“. Dabei brauche es mehr Risikobereitschaft für Investitionen, gerade im Klimabereich. Die Schuldenbremse sei die „Angst der Politik vor der Freiheit“, selbst zu entscheiden, wie viel Geld gerade benötigt werde und damit eine „Flucht vor Verantwortung“. Er fordert, die Schuldenbremse zumindest für Investitionen auszusetzen.
Friedrich Heinemann sprach sich 2023 für die Beibehaltung der Schuldenbremse aus. Dass die Klimapolitik derzeit so fiskalisch kostspielig ist, fuße auf einem ganz verqueren Ansatz, dass man meint, man könne den Bürgern die Klimakosten nicht sichtbar zumuten. Eine ehrgeizige Klimapolitik müsse aber gar nicht fiskalisch kostspielig sein. Sie erfordere den Mut, stärker über die Steuerung des CO2-Preises zu gehen und sozialen Härten dann mit einem Klimageld abzufedern.
Im Jahre 2023 forderte Monika Schnitzer, die 2022 Vorsitzende des SVR geworden ist, eine Reform der Schuldenbremse, um mehr Investitionen in die Transformation der Wirtschaft zu ermöglichen.
Der Politikwissenschaftler Brian Deese nannte die deutsche Schuldenbremse 2023 eine „haushaltspolitische Zwangsjacke“. Diese willkürlich festgelegte Obergrenze stehe einer langfristigen Planungssicherheit und antizyklischem Handeln im Weg, und behindere so Investitionen in „hochrentable“ Projekte. Deutschland solle sich den Inflation Reduction Act anschauen, den Deese als oberster Wirtschaftsberater von Joe Biden ausgearbeitet hatte.
Der Ökonom Marcel Fratzscher forderte im Jahre 2023, die Schuldenbremse um eine Ausnahme für Investitionen zu erweitern, da Deutschland vor „multiplen Krisen und Herausforderungen, die den künftigen Wohlstand und die Wettbewerbsfähigkeit gefährden“ stehe. Er warnte davor, dass Deutschland im globalen Wettbewerb nicht bestehen werde und es Arbeitsplätze kosten werde, wenn die aktuelle Regelung weiter bestehen bleibe. Nach dem Urteil des Bundesverfassungsgerichts zum Klima- und Transformationsfonds bekräftige Fratzscher seine Kritik an der Schuldenbremse und betonte, es sei „dringender denn je, dass die Bundesregierung eine Investitionsoffensive für Zukunftsinvestitionen startet“. Auf ähnliche Weise warnte der französische Ökonom und Allianz-Chefvolkswirt Ludovic Subran, dass die Schuldenbremse nicht geeignet sei, um den „neuen Standortwettbewerb, den die USA und China mit enormer Fiskalhilfe losgetreten haben“ zu meistern. Aufgrund mangelnder staatlicher Finanzspielräume durch die Schuldenbremse hätten Unternehmen weniger Anreize, in Deutschland zu investieren.
Demgegenüber argumentiert Niklas Potrafke auf Basis historischer Daten, dass Länder mit strikten Fiskalregeln stärker gewachsen seien, weil sie eine geringere Risikoprämie für ihre Staatsanleihen zahlen müssten und damit mehr Geld zum Investieren zur Verfügung stünde. Eine Aufweichung der Schuldenbremse lehnte er deshalb auch 2023 ab.
Lars Feld befürwortete im Jahre 2023, dass die Schuldenbremse keine Sonderausnahme für staatliche Investitionen vorsehe. Der Nutzen zeige sich auch in der aktuellen Diskussion, in der Subventionen für den Klimaschutz zu Investition in die Zukunft umgetauft würden. Die Finanzierung des Klimaschutzes lasse sich vor allem durch höhere CO₂-Preise realisieren. Im europäischen Emissionshandelssystem sind die Preise schon in den vergangenen Jahren gestiegen und haben zusätzliche Mittel in den Klima- und Transformationsfonds gelenkt. Ähnlich argumentierte Joachim Scheide im Jahr 2023, dass die Regierung den Begriff „Investition“ sehr freizügig verwende und damit alle möglichen Maßnahmen der Industriepolitik und selbst Subventionen bezeichne. Interventionismus bremse das Wachstum, nicht die Schuldenbremse.
Der durch das Urteil des Bundesverfassungsgerichts zum Klima- und Transformationsfonds ausgelöste mögliche Wegfall von mehr als 20 Milliarden Euro für Investitionen hat laut IW-Direktor Hüther direkte Auswirkungen auf das Wirtschaftswachstum im darauf folgenden Jahr. In der Modellrechnung des Instituts verringert sich das BIP 0,5 bis 1 Prozent, wenn zwingend benötigte Investitionsimpulse aufgrund der Schuldenbremse wegfielen. „Langfristig muss eine Reform der Schuldenbremse auf die Agenda“, forderte Hüther deshalb. In der Prognose des Kiel Institut für Weltwirtschaft hingegen verringert sich das BIP um 0,3 % wenn der Bundeshaushalt um 20 Mrd. € schrumpft. „Klar ist, dass es sich nicht um einen Konjunkturkiller handelt“, sagte Stefan Kooths.

#### Zinsen und Schuldentragfähigkeit
Die Wirtschaftsforscher Michael Hüther und Jens Südekum analysierten Ende 2020, dass die Schuldenbremse verhindere, dass Deutschland die zwischenzeitlich niedrigen und teilweise negativen Zinssätze und das dadurch entstandene „free lunch“ ausgenutzt werden konnte.
Die Ökonomen Lars Feld und Wolf Heinrich Reuter widersprachen der These, dass durch eine Abkehr von der Schuldenbremse ein „free lunch“ ausgenutzt werden könne. Dass die Zinssätze (zum Zeitpunkt der Diskussion 2020/2021) niedriger waren als die BIP-Wachstumsrate, sei eine historische Anomalie. Sie verweisen auf eine Studie von Olivier Blanchard, der zufolge die Zinssätze durch Finanzielle Repression einige Zeit künstlich niedrig gehalten werden könnten, was aber nicht von Dauer sein müsse. Auch der SVR betrachtete es im Gutachten 2019/20 als zweifelhaft, dass eine höhere Neuverschuldung in Deutschland tatsächlich ohne zusätzliche fiskalische Kosten möglich ist. Er begründete dies mit der historischen Betrachtung, wonach Phasen einer negativen Zins-Wachstums-Differenz mit einem erheblichen Umkehrrisiko innerhalb der nächsten zwei Legislaturperioden verbunden seien.
| Jahr    | 2002   | 2003   | 2004   | 2005   | 2006   | 2007   | 2008   | 2009   | 2010  | 2011   | 2012   | 2013   | 2014   | 2015   | 2016   | 2017   | 2018   | 2019   | 2020    | 2021    | 2022    | 2023   | 2024  |
| ------- | ------ | ------ | ------ | ------ | ------ | ------ | ------ | ------ | ----- | ------ | ------ | ------ | ------ | ------ | ------ | ------ | ------ | ------ | ------- | ------- | ------- | ------ | ----- |
| Rendite | 4,93 % | 4,22 % | 4,25 % | 3,66 % | 3,34 % | 3,02 % | 4,36 % | 2,97 % | 3,4 % | 2,94 % | 1,86 % | 1,43 % | 1,95 % | 0,54 % | 0,58 % | 0,17 % | 0,45 % | 0,17 % | −0,18 % | −0,61 % | −0,18 % | 2,48 % | 2,1 % |

#### Auswirkungen auf die Stabilität
Der SVR argumentierte 2019, bei einer substanziellen Aufweichung der Schuldenbremse könnte die Tragfähigkeit der deutschen Staatsverschuldung stärker infrage stehen. Zudem dürfe nicht vergessen werden, dass Deutschland der wichtigste Garant für die europäischen Sicherungsmechanismen sei, die im Zuge der europäischen Schuldenkrise eingerichtet wurden (der Europäische Stabilitätsmechanismus und die Regelungen für die Europäische Bankenunion). Die starke finanzpolitische Position Deutschlands müsse die Bilanz der EZB stützen, die im Zuge ihrer unkonventionellen Geldpolitik erhebliche Risiken eingegangen sei. Angesichts der übermäßigen Staatsverschuldung in anderen Mitgliedstaaten stehe und falle die Stabilität der Währungsunion mit der Solidität der deutschen Finanzpolitik.

#### Langfristig zu starke Reduktion der Schuldenquote
In einem hypothetischen Szenario mit einem durchschnittlichen BIP-Wachstum von 3 % und Ausbleiben von Naturkatastrophen und außergewöhnlichen Notsituationen konvergiert die Schuldenquote bei Einhaltung der Schuldenbremse langfristig zu 11,7 Prozent. Achim Truger hält diesen Grenzwert für deutlich zu streng.
In einer Untersuchung von Prognos aus dem Jahr 2021, die von der Initiative Neue Soziale Marktwirtschaft in Auftrag gegeben wurde, wird vor einer zu restriktiven Anwendung der Schuldenbremse gewarnt. Nach der Prognose würde bei Wiedereinhalten der Schuldenbremse ab 2023 die gestiegene Staatsschuldenquote ab 2028 wieder unter den Vorkrisenwert von 60 % fallen. Eine weitere Reduktion der Staatsschuldenquote deutlich unter 60 % sei aber nicht nötig. Auch ein Minderheitsvotum im Gutachten des SVR von 2019/20 kritisiert, dass die Schuldenbremse unter optimalen Rahmenbedingungen zu einem Absinken der Schuldenstandsquote unter 60 % führen könne, was nicht notwendig sei wenn stattdessen sinnvolle öffentliche Investitionen getätigt werden könnten.

## Audio
- Schuldenbremse 2009 Verfassungsänderung und keiner diskutiert darüber, 4.56 Minuten Audio-Version, von Nils Schniederjann, Deutschlandfunk 21. Dezember 2023